# Giải vô địch bóng đá U-20 thế giới 2023
Giải vô địch bóng đá U-20 thế giới 2023 (tiếng Anh: 2023 FIFA U-20 World Cup) là giải đấu lần thứ 23 của Giải vô địch bóng đá U-20 thế giới, giải vô địch bóng đá trẻ nam quốc tế được tổ chức hai năm một lần với sự tham gia của các đội tuyển quốc gia dưới 20 tuổi thuộc các hiệp hội thành viên FIFA kể từ mùa giải đầu tiên vào năm 1977. Bóng thi đấu chính thức được sử dụng tại giải đấu là Adidas Oceaunz.
Ban đầu, giải đấu dự định tổ chức tại Indonesia. Tuy nhiên, vào ngày 29 tháng 3 năm 2023, FIFA đã ra quyết định tước quyền đăng cai của quốc gia này vì những lý do liên quan đến chính trị. Vào ngày 17 tháng 4 năm 2023, FIFA chính thức công bố Argentina là chủ nhà mới của giải đấu thay thế Indonesia.
Ukraina là nhà đương kim vô địch sau khi đánh bại Hàn Quốc ở trận chung kết giải đấu năm 2019. Tuy nhiên, đội đã không thể bảo vệ danh hiệu khi không vượt qua vòng loại khu vực châu Âu (UEFA), trở thành nhà đương kim vô địch thứ bảy liên tiếp không vượt qua vòng loại ở giải đấu tiếp theo. Uruguay đã đánh bại Ý trong trận chung kết diễn ra vào ngày 11 tháng 6 năm 2023, qua đó có lần đầu tiên vô địch U-20 thế giới. Đây cũng là danh hiệu vô địch thế giới đầu tiên của Uruguay kể từ Giải vô địch bóng đá thế giới 1950.

## Lựa chọn chủ nhà
Năm hồ sơ dự thầu đăng cai giải đấu ban đầu năm 2021 đã được gửi vào năm 2019, và Indonesia được công bố là nhà thầu thắng cuộc vào ngày 24 tháng 10 năm đó. Vào tháng 12 năm 2020, giải đấu năm 2021 đã bị hoãn lại đến năm 2023 do ảnh hưởng của đại dịch COVID-19, vì vậy Indonesia vẫn được bảo lưu quyền đăng cai.
Tuy nhiên, Indonesia đã bị tước quyền đăng cai vào ngày 29 tháng 3 năm 2023 trong bối cảnh các cuộc biểu tình phản đối sự tham gia của Israel. Peru, Argentina và Qatar đã xác nhận quan tâm đến việc tổ chức giải đấu.
Vào ngày 17 tháng 4 năm 2023, tại một cuộc họp báo do bộ trưởng kinh tế Sergio Massa, bộ trưởng du lịch và thể thao Matías Lammens, và chủ tịch Hiệp hội bóng đá Argentina (AFA), Claudio Tapia, đồng tổ chức, đã thông báo rằng Argentina sẽ đăng cai giải đấu. Ngay sau đó FIFA tuyên bố xác nhận quốc gia này là chủ nhà mới của giải. Do đó, Argentina trở thành quốc gia thứ hai đăng cai tổ chức Giải vô địch bóng đá U-20 thế giới hai lần (trước đó đã tổ chức giải đấu này vào năm 2001). Úc là quốc gia khác đã đăng cai tổ chức hai lần (1981 và 1993).

## Các đội tuyển tham dự
Tổng cộng có 24 đội đủ điều kiện cho vòng chung kết. Ngoài đội chủ nhà, 23 đội khác sẽ đủ điều kiện từ sáu giải đấu châu lục riêng biệt. Nga và Belarus bị cấm tham dự do chiến dịch quân sự đặc biệt của Nga tại Ukraina năm 2022.
Cộng hòa Dominica và Israel là hai đội sẽ có lần đầu tham dự giải. Đây là lần đầu tiên Cộng hòa Dominica giành quyền tham dự một trong số các giải đấu của FIFA. Sau khi góp mặt tại Giải vô địch bóng đá thế giới 1970 với tư cách thành viên Liên đoàn bóng đá châu Á (AFC), đây sẽ là giải đấu quốc tế đầu tiên mà Israel tham dự với tư cách đại diện của châu Âu.
| Liên đoàn châu lục                  | Vòng loại giải đấu                            | Đội tuyển         | Tham dự chung kết | Tham dự gần nhất | Thành tích tốt nhất                                        |
| ----------------------------------- | --------------------------------------------- | ----------------- | ----------------- | ---------------- | ---------------------------------------------------------- |
| AFC (Châu Á)                        | Cúp bóng đá U-20 châu Á 2023                  | Iraq              | Lần thứ 5         | 2013             | Hạng tư (2013)                                             |
| AFC (Châu Á)                        | Cúp bóng đá U-20 châu Á 2023                  | Nhật Bản          | Lần thứ 11        | 2019             | Á quân (1999)                                              |
| AFC (Châu Á)                        | Cúp bóng đá U-20 châu Á 2023                  | Hàn Quốc          | Lần thứ 16        | 2019             | Á quân (2019)                                              |
| AFC (Châu Á)                        | Cúp bóng đá U-20 châu Á 2023                  | Uzbekistan        | Lần thứ 5         | 2015             | Tứ kết (2013, 2015)                                        |
| CAF (Châu Phi)                      | Cúp bóng đá U-20 châu Phi 2023                | Gambia            | Lần thứ 2         | 2007             | Vòng 16 đội (2007)                                         |
| CAF (Châu Phi)                      | Cúp bóng đá U-20 châu Phi 2023                | Nigeria           | Lần thứ 13        | 2019             | Á quân (1989, 2005)                                        |
| CAF (Châu Phi)                      | Cúp bóng đá U-20 châu Phi 2023                | Sénégal           | Lần thứ 4         | 2019             | Hạng tư (2015)                                             |
| CAF (Châu Phi)                      | Cúp bóng đá U-20 châu Phi 2023                | Tunisia           | Lần thứ 3         | 1985             | Vòng bảng (1977, 1985)                                     |
| CONCACAF (Bắc, Trung Mỹ và Caribbe) | Giải vô địch bóng đá U-20 CONCACAF 2022       | Cộng hòa Dominica | Lần đầu           | Không            | Không                                                      |
| CONCACAF (Bắc, Trung Mỹ và Caribbe) | Giải vô địch bóng đá U-20 CONCACAF 2022       | Guatemala         | Lần thứ 2         | 2011             | Vòng 16 đội (2011)                                         |
| CONCACAF (Bắc, Trung Mỹ và Caribbe) | Giải vô địch bóng đá U-20 CONCACAF 2022       | Honduras          | Lần thứ 9         | 2019             | Vòng bảng (1977, 1995, 1999, 2005, 2009, 2015, 2017, 2019) |
| CONCACAF (Bắc, Trung Mỹ và Caribbe) | Giải vô địch bóng đá U-20 CONCACAF 2022       | Hoa Kỳ            | Lần thứ 17        | 2019             | Hạng tư (1989)                                             |
| CONMEBOL (Nam Mỹ)                   | Chủ nhà                                       | Argentina         | Lần thứ 17        | 2019             | Vô địch (1979, 1995, 1997, 2001, 2005, 2007)               |
| CONMEBOL (Nam Mỹ)                   | Giải vô địch bóng đá U-20 Nam Mỹ 2023         | Brasil            | Lần thứ 19        | 2015             | Vô địch (1983, 1985, 1993, 2003, 2011)                     |
| CONMEBOL (Nam Mỹ)                   | Giải vô địch bóng đá U-20 Nam Mỹ 2023         | Colombia          | Lần thứ 11        | 2019             | Hạng ba (2003)                                             |
| CONMEBOL (Nam Mỹ)                   | Giải vô địch bóng đá U-20 Nam Mỹ 2023         | Ecuador           | Lần thứ 5         | 2019             | Hạng ba (2019)                                             |
| CONMEBOL (Nam Mỹ)                   | Giải vô địch bóng đá U-20 Nam Mỹ 2023         | Uruguay           | Lần thứ 16        | 2019             | Á quân (1977)                                              |
| OFC (Châu Đại Dương)                | Giải vô địch bóng đá U-19 châu Đại Dương 2022 | Fiji              | Lần thứ 2         | 2015             | Vòng bảng (2015)                                           |
| OFC (Châu Đại Dương)                | Giải vô địch bóng đá U-19 châu Đại Dương 2022 | New Zealand       | Lần thứ 7         | 2019             | Vòng 16 đội (2015, 2017, 2019)                             |
| UEFA (Châu Âu)                      | Giải vô địch bóng đá U-19 châu Âu 2022        | Anh               | Lần thứ 12        | 2017             | Vô địch (2017)                                             |
| UEFA (Châu Âu)                      | Giải vô địch bóng đá U-19 châu Âu 2022        | Pháp              | Lần thứ 8         | 2019             | Vô địch (2013)                                             |
| UEFA (Châu Âu)                      | Giải vô địch bóng đá U-19 châu Âu 2022        | Israel            | Lần đầu           | Không            | Không                                                      |
| UEFA (Châu Âu)                      | Giải vô địch bóng đá U-19 châu Âu 2022        | Ý                 | Lần thứ 8         | 2019             | Hạng ba (2017)                                             |
| UEFA (Châu Âu)                      | Giải vô địch bóng đá U-19 châu Âu 2022        | Slovakia          | Lần thứ 2         | 2003             | Vòng 16 đội (2003)                                         |

## Địa điểm thi đấu
La Plata, Mendoza, San Juan và Santiago del Estero là bốn thành phố sẽ tổ chức các trận đấu.
| La Plata                                                                                      | Santiago del Estero                  | Mendoza                          | San Juan                               |
| --------------------------------------------------------------------------------------------- | ------------------------------------ | -------------------------------- | -------------------------------------- |
| Sân vận động Único Diego Armando Maradona                                                     | Sân vận động Único Madre de Ciudades | Sân vận động Malvinas Argentinas | Sân vận động San Juan del Bicentenario |
| Sức chứa: 53.000                                                                              | Sức chứa: 30.000                     | Sức chứa: 42.000                 | Sức chứa: 25.286                       |
|                                                                                               |                                      |                                  |                                        |
| La PlataSantiago del EsteroMendozaSan JuanGiải vô địch bóng đá U-20 thế giới 2023 (Argentina) |                                      |                                  |                                        |

## Bốc thăm
Lễ bốc thăm diễn ra lúc 16:00 CET ngày 21 tháng 4 năm 2023 tại Zürich, Thụy Sỹ.
24 đội sẽ được bốc thăm chia thành 6 bảng 4 đội, trong đó quốc gia chủ nhà tự động được xếp vào nhóm 1 và xếp ở vị trí nhất bảng A.
Lễ bốc thăm sẽ bắt đầu với chủ nhà ở hạng A1, các đội từ nhóm 1 sẽ được bốc thăm trước, các đội từ nhóm 2, 3 và 4 được bốc thăm sau để tránh trùng liên đoàn vì hai đội từ cùng một khu vực không thể chung bảng với nhau.
| Nhóm 1                                                           | Nhóm 2                                                       | Nhóm 3                                                     | Nhóm 4                                                                 |
| ---------------------------------------------------------------- | ------------------------------------------------------------ | ---------------------------------------------------------- | ---------------------------------------------------------------------- |
| - Argentina (Chủ nhà/A1) - Uruguay - Pháp - Ý - Sénégal - Hoa Kỳ | - Hàn Quốc - Ecuador - Colombia - New Zealand - Anh - Brasil | - Nhật Bản - Honduras - Uzbekistan - Iraq - Nigeria - Fiji | - Guatemala - Cộng hòa Dominica - Israel - Tunisia - Slovakia - Gambia |

## Trọng tài
Tổng cộng có mười chín bộ ba trọng tài (một trọng tài và hai trợ lý trọng tài), sáu trọng tài hỗ trợ và mười tám trợ lý trọng tài video đã được chỉ định cho giải đấu. Vào ngày 19 tháng 5, trọng tài người Thụy Sĩ Sandro Schärer rút lui vì chấn thương và đã được thay thế bằng Jose Maria Sanchez Martinez.
| Liên đoàn | Trọng tài                  | Trợ lý trọng tài                                                           | Trợ lý trọng tài video                                                                           | Trọng tài hỗ trợ        |
| --------- | -------------------------- | -------------------------------------------------------------------------- | ------------------------------------------------------------------------------------------------ | ----------------------- |
| AFC       | Yusuke Araki               | Jun Mihara Takumi Takagi                                                   | Ahmad Muhammad Darwish Kim Jong-hyeok Sivakorn Pu-udom                                           | Ahmad Al-Ali            |
| AFC       | Mohammed Al-Hoaish         | Khalaf Zayid Ash-Shammari Yasir Abdullah As-Sultan                         | Ahmad Muhammad Darwish Kim Jong-hyeok Sivakorn Pu-udom                                           | Ahmad Al-Ali            |
| AFC       | Salman Falahi              | Ramzan Sa'id An-Nu'aimi Majid Hudairis Ash-Shammari                        | Ahmad Muhammad Darwish Kim Jong-hyeok Sivakorn Pu-udom                                           | Ahmad Al-Ali            |
| CAF       | Muhammad Maarouf           | Zakaria Burinsi Abbas Akram Zarhouni                                       | Hamza Al-Fariq Umar Ahmad Abdulrahim Ash-Shinawi                                                 | Abdulaziz Muhammad Bouh |
| CAF       | Tom Abongile               | Ivanildo Meirelles de Oliveira Sanches Lopes Abelmiro dos Reis Monte Negro | Hamza Al-Fariq Umar Ahmad Abdulrahim Ash-Shinawi                                                 | Abdulaziz Muhammad Bouh |
| CAF       | Issa Sy                    | Nouha Bangoura Adou Hermann Désiré Ngoh                                    | Hamza Al-Fariq Umar Ahmad Abdulrahim Ash-Shinawi                                                 | Abdulaziz Muhammad Bouh |
| CONCACAF  | Marco Antonio Ortiz Nava   | Enrique Isaac Bustos Díaz Jorge Antonio Sánchez Espinoza                   | Adonai Escobedo Tatiana Guzmán Timothy Ford                                                      | Bryan López             |
| CONCACAF  | Juan Gabriel Calderón      | William Arrieta Henry Pupiro                                               | Adonai Escobedo Tatiana Guzmán Timothy Ford                                                      | Bryan López             |
| CONCACAF  | Oshane Nation              | Ojay Duhaney Jassett Kerr-Wilson                                           | Adonai Escobedo Tatiana Guzmán Timothy Ford                                                      | Bryan López             |
| CONMEBOL  | Ramon Abatti               | Rafael da Silva Alves Guilherme Dias Camilo                                | Germán Delfino Rodolpho Toski Juan Lara Carlos Orbe                                              | Yender Herrera          |
| CONMEBOL  | Piero Maza                 | Claudio Urrutia Alejandro Molina                                           | Germán Delfino Rodolpho Toski Juan Lara Carlos Orbe                                              | Yender Herrera          |
| CONMEBOL  | Jhon Ospina                | John León John Gallego                                                     | Germán Delfino Rodolpho Toski Juan Lara Carlos Orbe                                              | Yender Herrera          |
| CONMEBOL  | Yael Falcón Pérez          | Maximiliano Del Yesso Facundo Rodríguez                                    | Germán Delfino Rodolpho Toski Juan Lara Carlos Orbe                                              | Yender Herrera          |
| OFC       | Campbell-Kirk Kawana-Waugh | Folio Moeaki Bernard Mutukera                                              |                                                                                                  | Veer Singh              |
| UEFA      | François Letexier          | Cyril Mugnier Mehdi Rahmouni                                               | Luis Godinho Dennis Higler Aleandro Di Paolo Willy Delajod Guillermo Cuadra Fernández Fedayi San | Donatas Rumsas          |
| UEFA      | Serdar Gözübüyük           | Erwin Zeinstra Johan Balder                                                | Luis Godinho Dennis Higler Aleandro Di Paolo Willy Delajod Guillermo Cuadra Fernández Fedayi San | Donatas Rumsas          |
| UEFA      | Sandro Schärer             | Stéphane De Almeida Bekim Zogaj                                            | Luis Godinho Dennis Higler Aleandro Di Paolo Willy Delajod Guillermo Cuadra Fernández Fedayi San | Donatas Rumsas          |
| UEFA      | Glenn Nyberg               | Mahbod Beigi Andreas Söderkvist                                            | Luis Godinho Dennis Higler Aleandro Di Paolo Willy Delajod Guillermo Cuadra Fernández Fedayi San | Donatas Rumsas          |
| UEFA      | Halil Umut Meler           | Mustafa Emre Eyisoy Kerem Ersoy                                            | Luis Godinho Dennis Higler Aleandro Di Paolo Willy Delajod Guillermo Cuadra Fernández Fedayi San | Donatas Rumsas          |

## Đội hình
Các cầu thủ sinh vào hoặc sau ngày 1 tháng 1 năm 2003 và vào hoặc trước ngày 31 tháng 12 năm 2007 sẽ đủ điều kiện tham gia giải đấu.
Mỗi đội phải đặt tên cho một đội hình sơ bộ từ 22 đến 50 cầu thủ. Từ đội hình sơ bộ, đội sẽ đưa ra đội hình cuối cùng gồm 21 cầu thủ (ba trong số đó phải là thủ môn) trước thời hạn của FIFA. Các cầu thủ trong đội hình cuối cùng có thể được thay thế bằng một cầu thủ từ đội sơ bộ do chấn thương hoặc bệnh nặng trong vòng 24 giờ trước khi trận đấu đầu tiên của đội bắt đầu.

## Vòng bảng
Hai đội đứng đầu mỗi bảng và 4 đội xếp thứ ba có thành tích tốt nhất giành quyền vào vòng 16 đội.

### Các tiêu chí vòng bảng
Thứ hạng các đội ở mỗi bảng được xác định như sau (quy định Điều 17.7):
1. Số điểm đạt được trong tất cả các trận đấu vòng bảng.
2. Hiệu số bàn thắng bại trong tất cả các trận đấu vòng bảng.
3. Số bàn thắng ghi được trong tất cả các trận đấu vòng bảng.

Nếu có hai đội trở lên bằng nhau dựa trên ba tiêu chí trên, thứ hạng của họ được xác định bằng:
1. Số điểm đạt được trong các trận đấu vòng bảng giữa các đội liên quan.
2. Hiệu số bàn thắng bại trong các trận đấu vòng bảng giữa các đội liên quan.
3. Số bàn thắng ghi được trong các trận đấu vòng bảng giữa các đội liên quan.
4. Điểm kỷ luật:   - Thẻ vàng thứ nhất: trừ 1 điểm.
  - Thẻ đỏ gián tiếp (thẻ vàng thứ hai): trừ 3 điểm.
  - Thẻ đỏ trực tiếp: trừ 4 điểm.
  - Thẻ vàng và thẻ đỏ trực tiếp: trừ 5 điểm.
5. Quyết định bốc thăm của ban tổ chức.

Tất cả các trận đấu diễn ra theo giờ địa phương (UTC–3).

### Bảng A
| VT | Đội           | ST | T | H | B | BT | BB | HS | Đ | Giành quyền tham dự     |
| -- | ------------- | -- | - | - | - | -- | -- | -- | - | ----------------------- |
| 1  | Argentina (H) | 3  | 3 | 0 | 0 | 10 | 1  | +9 | 9 | vòng đấu loại trực tiếp |
| 2  | Uzbekistan    | 3  | 1 | 1 | 1 | 5  | 4  | +1 | 4 | vòng đấu loại trực tiếp |
| 3  | New Zealand   | 3  | 1 | 1 | 1 | 3  | 7  | −4 | 4 | vòng đấu loại trực tiếp |
| 4  | Guatemala     | 3  | 0 | 0 | 3 | 0  | 6  | −6 | 0 |                         |

| Guatemala | 0–1      | New Zealand |
| --------- | -------- | ----------- |
|           | Chi tiết | Garbett 80' |

| Argentina                 | 2–1      | Uzbekistan        |
| ------------------------- | -------- | ----------------- |
| - Véliz 27' - Carboni 41' | Chi tiết | Makhamadjonov 23' |

| Argentina                                | 3–0      | Guatemala |
| ---------------------------------------- | -------- | --------- |
| - Véliz 17' - Romero 65' - Perrone 90+8' | Chi tiết |           |

| Uzbekistan                      | 2–2      | New Zealand                 |
| ------------------------------- | -------- | --------------------------- |
| - Fayzullaev 51' - Esanov 90+3' | Chi tiết | - Wallace 23' - Herdman 41' |

| New Zealand | 0–5      | Argentina                                                                         |
| ----------- | -------- | --------------------------------------------------------------------------------- |
|             | Chi tiết | - Maestro Puch 14' - Infantino 17' - Romero 35' - Aguirre 50' (ph.đ.) - Véliz 86' |

| Uzbekistan         | 2–0      | Guatemala |
| ------------------ | -------- | --------- |
| Nematjonov 9', 20' | Chi tiết |           |

### Bảng B
| VT | Đội      | ST | T | H | B | BT | BB | HS  | Đ | Giành quyền tham dự     |
| -- | -------- | -- | - | - | - | -- | -- | --- | - | ----------------------- |
| 1  | Hoa Kỳ   | 3  | 3 | 0 | 0 | 6  | 0  | +6  | 9 | Vòng đấu loại trực tiếp |
| 2  | Ecuador  | 3  | 2 | 0 | 1 | 11 | 2  | +9  | 6 | Vòng đấu loại trực tiếp |
| 3  | Slovakia | 3  | 1 | 0 | 2 | 5  | 4  | +1  | 3 | Vòng đấu loại trực tiếp |
| 4  | Fiji     | 3  | 0 | 0 | 3 | 0  | 16 | −16 | 0 |                         |

| Hoa Kỳ      | 1–0      | Ecuador |
| ----------- | -------- | ------- |
| Gómez 90+3' | Chi tiết |         |

| Fiji | 0–4      | Slovakia                                           |
| ---- | -------- | -------------------------------------------------- |
|      | Chi tiết | - Gaži 17' - Szolgai 25' - Gajdoš 70' - Jambor 79' |

| Hoa Kỳ                              | 3–0      | Fiji |
| ----------------------------------- | -------- | ---- |
| - Luna 66' - Cowell 88' - Wiley 99' | Chi tiết |      |

| Ecuador                               | 2–1      | Slovakia    |
| ------------------------------------- | -------- | ----------- |
| - Cuero 45+1' - José Klinger Sosa 59' | Chi tiết | Szolgai 29' |

| Slovakia | 0–2      | Hoa Kỳ                        |
| -------- | -------- | ----------------------------- |
|          | Chi tiết | - Cowell 38' - Tsakiris 90+6' |

| Ecuador | 9–0      | Fiji |
| --- | -------- | ---- |
| - Páez 7' - José Klinger Sosa 34' - Cuero 36', 45+6' - Alan Minda García 66', 85' - Tommy Chamba Chenche 89' - Cristhoper Zambrano Méndez 90+6' (ph.đ.), 90+10' | Chi tiết |      |

### Bảng C
| VT | Đội      | ST | T | H | B | BT | BB | HS | Đ | Giành quyền tham dự     |
| -- | -------- | -- | - | - | - | -- | -- | -- | - | ----------------------- |
| 1  | Colombia | 3  | 2 | 1 | 0 | 5  | 3  | +2 | 7 | vòng đấu loại trực tiếp |
| 2  | Israel   | 3  | 1 | 1 | 1 | 4  | 4  | 0  | 4 | vòng đấu loại trực tiếp |
| 3  | Nhật Bản | 3  | 1 | 0 | 2 | 3  | 4  | −1 | 3 |                         |
| 4  | Sénégal  | 3  | 0 | 2 | 1 | 1  | 2  | −1 | 2 |                         |

| Sénégal | 0–1      | Nhật Bản    |
| ------- | -------- | ----------- |
|         | Chi tiết | Matsuki 15' |

| Israel                   | 1–2      | Colombia                          |
| ------------------------ | -------- | --------------------------------- |
| Dor Turgeman 57' (ph.đ.) | Chi tiết | - Cortés 74' (ph.đ.) - Puerta 90' |

| Sénégal  | 1–1      | Israel             |
| -------- | -------- | ------------------ |
| Diop 80' | Chi tiết | N'Diaye 58' (l.n.) |

| Nhật Bản   | 1–2      | Colombia                   |
| ---------- | -------- | -------------------------- |
| Yamane 30' | Chi tiết | - Asprilla 53' - Ángel 59' |

| Colombia     | 1–1      | Sénégal            |
| ------------ | -------- | ------------------ |
| Cortés 90+5' | Chi tiết | Mamadou Camara 30' |

| Nhật Bản       | 1–2      | Israel                                |
| -------------- | -------- | ------------------------------------- |
| Sakamoto 45+2' | Chi tiết | - Aharon Nawi Nabi 76' - Senior 90+1' |

### Bảng D
| VT | Đội               | ST | T | H | B | BT | BB | HS  | Đ | Giành quyền tham dự     |
| -- | ----------------- | -- | - | - | - | -- | -- | --- | - | ----------------------- |
| 1  | Brasil            | 3  | 2 | 0 | 1 | 10 | 3  | +7  | 6 | vòng đấu loại trực tiếp |
| 2  | Ý                 | 3  | 2 | 0 | 1 | 6  | 4  | +2  | 6 | vòng đấu loại trực tiếp |
| 3  | Nigeria           | 3  | 2 | 0 | 1 | 4  | 3  | +1  | 6 | vòng đấu loại trực tiếp |
| 4  | Cộng hòa Dominica | 3  | 0 | 0 | 3 | 1  | 11 | −10 | 0 |                         |

| Ý                                      | 3–2      | Brasil            |
| -------------------------------------- | -------- | ----------------- |
| - Prati 11' - Casadei 28', 35' (ph.đ.) | Chi tiết | Leonardo 72', 87' |

| Nigeria                          | 2–1      | Cộng hòa Dominica  |
| -------------------------------- | -------- | ------------------ |
| - de Peña 31' (l.n.) - Lawal 71' | Chi tiết | Azcona 23' (ph.đ.) |

| Ý | 0–2      | Nigeria                    |
| - | -------- | -------------------------- |
|   | Chi tiết | - Lawal 61' - Sunday 90+5' |

| Brasil                                                                                   | 6–0      | Cộng hòa Dominica |
| ---------------------------------------------------------------------------------------- | -------- | ----------------- |
| - Sávio 37' - Leonardo 38' - Pedroso 57' - Giovane 82' - M.Gomes 90+2' - M.Martins 90+3' | Chi tiết |                   |

| Cộng hòa Dominica | 0–3      | Ý                                  |
| ----------------- | -------- | ---------------------------------- |
|                   | Chi tiết | - Casadei 19', 84' - Ambrosino 50' |

| Brasil                                         | 2–0      | Nigeria |
| ---------------------------------------------- | -------- | ------- |
| - Jean Carneiro Pedroso 43' - Marquinhos 45+2' | Chi tiết |         |

### Bảng E
| VT | Đội     | ST | T | H | B | BT | BB | HS | Đ | Giành quyền tham dự     |
| -- | ------- | -- | - | - | - | -- | -- | -- | - | ----------------------- |
| 1  | Anh     | 3  | 2 | 1 | 0 | 4  | 2  | +2 | 7 | vòng đấu loại trực tiếp |
| 2  | Uruguay | 3  | 2 | 0 | 1 | 7  | 3  | +4 | 6 | vòng đấu loại trực tiếp |
| 3  | Tunisia | 3  | 1 | 0 | 2 | 3  | 2  | +1 | 3 | vòng đấu loại trực tiếp |
| 4  | Iraq    | 3  | 0 | 1 | 2 | 0  | 7  | −7 | 1 |                         |

| Uruguay                                                         | 4–0      | Iraq |
| --------------------------------------------------------------- | -------- | ---- |
| - Abaldo 38' - Ferrari 48' - Hassan 62' (l.n.) - Matturro 90+2' | Chi tiết |      |

| Anh          | 1–0      | Tunisia |
| ------------ | -------- | ------- |
| Scarlett 25' | Chi tiết |         |

| Uruguay                       | 2–3      | Anh                                          |
| ----------------------------- | -------- | -------------------------------------------- |
| - González 49' - Abaldo 90+9' | Chi tiết | - Humphreys 22' - Devine 45+4' - Gyabi 90+5' |

| Iraq | 0–3      | Tunisia                                            |
| ---- | -------- | -------------------------------------------------- |
|      | Chi tiết | - Snana 55' - El Djebali 57' - Ghorbel 86' (ph.đ.) |

| Tunisia | 0–1      | Uruguay                        |
| ------- | -------- | ------------------------------ |
|         | Chi tiết | Franco Fernández 90+3' (ph.đ.) |

| Iraq | 0–0      | Anh |
| ---- | -------- | --- |
|      | Chi tiết |     |

### Bảng F
| VT | Đội      | ST | T | H | B | BT | BB | HS | Đ | Giành quyền tham dự     |
| -- | -------- | -- | - | - | - | -- | -- | -- | - | ----------------------- |
| 1  | Gambia   | 3  | 2 | 1 | 0 | 4  | 2  | +2 | 7 | vòng đấu loại trực tiếp |
| 2  | Hàn Quốc | 3  | 1 | 2 | 0 | 4  | 3  | +1 | 5 | vòng đấu loại trực tiếp |
| 3  | Pháp     | 3  | 1 | 0 | 2 | 5  | 5  | 0  | 3 |                         |
| 4  | Honduras | 3  | 0 | 1 | 2 | 4  | 7  | −3 | 1 |                         |

| Pháp                  | 1–2      | Hàn Quốc                                |
| --------------------- | -------- | --------------------------------------- |
| Virginius 70' (ph.đ.) | Chi tiết | - Lee Seung-won 22' - Lee Young-jun 64' |

| Gambia         | 2–1      | Honduras    |
| -------------- | -------- | ----------- |
| Bojang 1', 84' | Chi tiết | Aceituno 5' |

| Pháp        | 1–2      | Gambia                             |
| ----------- | -------- | ---------------------------------- |
| Odobert 61' | Chi tiết | - Zoukrou 13' (l.n.) - Sanyang 68' |

| Hàn Quốc                               | 2–2      | Honduras                          |
| -------------------------------------- | -------- | --------------------------------- |
| - Kim Yong-hak 58' - Park Seung-ho 62' | Chi tiết | - Ruiz 22' (ph.đ.) - Castillo 51' |

| Honduras  | 1–3      | Pháp                                |
| --------- | -------- | ----------------------------------- |
| Ramos 15' | Chi tiết | - Virginius 41', 60' - Nzouango 77' |

| Hàn Quốc | 0–0      | Gambia |
| -------- | -------- | ------ |
|          | Chi tiết |        |

### Xếp hạng các đội xếp thứ ba
Bốn đội xếp thứ ba có thành tích tốt nhất từ sáu bảng đấu sẽ tiến vào vòng đấu loại trực tiếp cùng với sáu đội nhất bảng và sáu đội nhì bảng.
| VT | Bg | Đội         | ST | T | H | B | BT | BB | HS | Đ | Giành quyền tham dự     |
| -- | -- | ----------- | -- | - | - | - | -- | -- | -- | - | ----------------------- |
| 1  | D  | Nigeria     | 3  | 2 | 0 | 1 | 4  | 3  | +1 | 6 | Vòng đấu loại trực tiếp |
| 2  | A  | New Zealand | 3  | 1 | 1 | 1 | 3  | 6  | −3 | 4 | Vòng đấu loại trực tiếp |
| 3  | E  | Tunisia     | 3  | 1 | 0 | 2 | 3  | 2  | +1 | 3 | Vòng đấu loại trực tiếp |
| 4  | B  | Slovakia    | 3  | 1 | 0 | 2 | 5  | 4  | +1 | 3 | Vòng đấu loại trực tiếp |
| 5  | F  | Pháp        | 3  | 1 | 0 | 2 | 5  | 5  | 0  | 3 |                         |
| 6  | C  | Nhật Bản    | 3  | 1 | 0 | 2 | 3  | 4  | −1 | 3 |                         |

Ở vòng tiếp theo, bốn đội xếp thứ ba sẽ thi đấu với các đội nhất bảng A, B, C và D theo điều lệ giải đấu.

## Vòng đấu loại trực tiếp
Ở vòng đấu loại trực tiếp, nếu trận đấu có tỷ số hòa khi kết thúc 90 phút thi đấu bình thường thì hiệp phụ sẽ được thi đấu (hai hiệp, mỗi hiệp 15 phút). Nếu vẫn hòa sau hiệp phụ, trận đấu sẽ được giải quyết bằng loạt sút luân lưu.
Ở vòng 16 đội, 4 đội xếp thứ ba gặp các đội nhất bảng A, B, C và D. Các trận đấu cụ thể giữa các đội xếp thứ ba sẽ phụ thuộc vào việc 4 đội xếp thứ ba nào đủ điều kiện tham dự vòng 16 đội.
| Đội hạng ba vượt qua vòng bảng | Đội hạng ba vượt qua vòng bảng | Đội hạng ba vượt qua vòng bảng | Đội hạng ba vượt qua vòng bảng | Đội hạng ba vượt qua vòng bảng | Đội hạng ba vượt qua vòng bảng | 1A vs | 1B vs | 1C vs | 1D vs |
| ------------------------------ | ------------------------------ | ------------------------------ | ------------------------------ | ------------------------------ | ------------------------------ | ----- | ----- | ----- | ----- |
| A                              | B                              | C                              | D                              |                                |                                | 3C    | 3D    | 3A    | 3B    |
| A                              | B                              | C                              |                                | E                              |                                | 3C    | 3A    | 3B    | 3E    |
| A                              | B                              | C                              |                                |                                | F                              | 3C    | 3A    | 3B    | 3F    |
| A                              | B                              |                                | D                              | E                              |                                | 3D    | 3A    | 3B    | 3E    |
| A                              | B                              |                                | D                              |                                | F                              | 3D    | 3A    | 3B    | 3F    |
| A                              | B                              |                                |                                | E                              | F                              | 3E    | 3A    | 3B    | 3F    |
| A                              |                                | C                              | D                              | E                              |                                | 3C    | 3D    | 3A    | 3E    |
| A                              |                                | C                              | D                              |                                | F                              | 3C    | 3D    | 3A    | 3F    |
| A                              |                                | C                              |                                | E                              | F                              | 3C    | 3A    | 3F    | 3E    |
| A                              |                                |                                | D                              | E                              | F                              | 3D    | 3A    | 3F    | 3E    |
|                                | B                              | C                              | D                              | E                              |                                | 3C    | 3D    | 3B    | 3E    |
|                                | B                              | C                              | D                              |                                | F                              | 3C    | 3D    | 3B    | 3F    |
|                                | B                              | C                              |                                | E                              | F                              | 3E    | 3C    | 3B    | 3F    |
|                                | B                              |                                | D                              | E                              | F                              | 3E    | 3D    | 3B    | 3F    |
|                                |                                | C                              | D                              | E                              | F                              | 3C    | 3D    | 3F    | 3E    |

### Sơ đồ
|  | Vòng 16 đội                     | Vòng 16 đội                     |                                 |   | Tứ kết        | Tứ kết        |                       |                       | Bán kết | Bán kết |  |  | Chung kết | Chung kết |
|  |                                 |                                 |                                 |   |               |               |                       |                       |         |         |  |  |           |           |
|  | 30 tháng 5 – Mendoza            |                                 |                                 |   |               |               |                       |                       |         |         |  |  |           |           |
|  |                                 |                                 |                                 |   |               |               |                       |                       |         |         |  |  |           |           |
|  | Hoa Kỳ                          | 4                               |                                 |   |               |               |                       |                       |         |         |  |  |           |           |
|  | Hoa Kỳ                          | 4                               | 4 tháng 6 – Santiago del Estero |   |               |               |                       |                       |         |         |  |  |           |           |
|  | New Zealand                     | 0                               |                                 |   |               |               |                       |                       |         |         |  |  |           |           |
|  | New Zealand                     | 0                               | Hoa Kỳ                          | 0 |               |               |                       |                       |         |         |  |  |           |           |
|  | 1 tháng 6 – Santiago del Estero |                                 | Hoa Kỳ                          | 0 |               |               |                       |                       |         |         |  |  |           |           |
|  |                                 | Uruguay                         | 2                               |   |               |               |                       |                       |         |         |  |  |           |           |
|  | Gambia                          | Uruguay                         | 2                               | 0 |               |               |                       |                       |         |         |  |  |           |           |
|  | Gambia                          |                                 | 8 tháng 6 – La Plata            | 0 |               |               |                       |                       |         |         |  |  |           |           |
|  | Uruguay                         | 1                               |                                 |   |               |               |                       |                       |         |         |  |  |           |           |
|  | Uruguay                         | 1                               | Uruguay                         | 1 |               |               |                       |                       |         |         |  |  |           |           |
|  | 30 tháng 5 – Mendoza            |                                 | Uruguay                         | 1 |               |               |                       |                       |         |         |  |  |           |           |
|  |                                 | Israel                          | 0                               |   |               |               |                       |                       |         |         |  |  |           |           |
|  | Uzbekistan                      | Israel                          | 0                               | 0 |               |               |                       |                       |         |         |  |  |           |           |
|  | Uzbekistan                      | 3 tháng 6 – San Juan            |                                 | 0 |               |               |                       |                       |         |         |  |  |           |           |
|  | Israel                          | 1                               |                                 |   |               |               |                       |                       |         |         |  |  |           |           |
|  | Israel                          | 1                               | Israel (s.h.p.)                 | 3 |               |               |                       |                       |         |         |  |  |           |           |
|  | 31 tháng 5 – La Plata           |                                 | Israel (s.h.p.)                 | 3 |               |               |                       |                       |         |         |  |  |           |           |
|  |                                 | Brasil                          | 2                               |   |               |               |                       |                       |         |         |  |  |           |           |
|  | Brasil                          | Brasil                          | 2                               | 4 |               |               |                       |                       |         |         |  |  |           |           |
|  | Brasil                          |                                 | 11 tháng 6 – La Plata           | 4 |               |               |                       |                       |         |         |  |  |           |           |
|  | Tunisia                         | 1                               |                                 |   |               |               |                       |                       |         |         |  |  |           |           |
|  | Tunisia                         | 1                               | Uruguay                         | 1 |               |               |                       |                       |         |         |  |  |           |           |
|  | 31 tháng 5 – San Juan           |                                 | Uruguay                         | 1 |               |               |                       |                       |         |         |  |  |           |           |
|  |                                 | Ý                               | 0                               |   |               |               |                       |                       |         |         |  |  |           |           |
|  | Colombia                        | Ý                               | 0                               | 5 |               |               |                       |                       |         |         |  |  |           |           |
|  | Colombia                        | 3 tháng 6 – San Juan            |                                 | 5 |               |               |                       |                       |         |         |  |  |           |           |
|  | Slovakia                        | 1                               |                                 |   |               |               |                       |                       |         |         |  |  |           |           |
|  | Slovakia                        | 1                               | Colombia                        | 1 |               |               |                       |                       |         |         |  |  |           |           |
|  | 31 tháng 5 – La Plata           |                                 | Colombia                        | 1 |               |               |                       |                       |         |         |  |  |           |           |
|  |                                 | Ý                               | 3                               |   |               |               |                       |                       |         |         |  |  |           |           |
|  | Anh                             | Ý                               | 3                               | 1 |               |               |                       |                       |         |         |  |  |           |           |
|  | Anh                             |                                 | 8 tháng 6 – La Plata            | 1 |               |               |                       |                       |         |         |  |  |           |           |
|  | Ý                               | 2                               |                                 |   |               |               |                       |                       |         |         |  |  |           |           |
|  | Ý                               | 2                               | Ý                               | 2 |               |               |                       |                       |         |         |  |  |           |           |
|  | 1 tháng 6 – Santiago del Estero |                                 | Ý                               | 2 |               |               |                       |                       |         |         |  |  |           |           |
|  |                                 | Hàn Quốc                        | 1                               |   | Tranh hạng ba | Tranh hạng ba |                       |                       |         |         |  |  |           |           |
|  | Ecuador                         | Hàn Quốc                        | 1                               | 2 | Tranh hạng ba | Tranh hạng ba |                       |                       |         |         |  |  |           |           |
|  | Ecuador                         | 4 tháng 6 – Santiago del Estero | 4 tháng 6 – Santiago del Estero | 2 |               |               | 11 tháng 6 – La Plata | 11 tháng 6 – La Plata |         |         |  |  |           |           |
|  | Hàn Quốc                        | 4 tháng 6 – Santiago del Estero | 4 tháng 6 – Santiago del Estero | 3 |               |               | 11 tháng 6 – La Plata | 11 tháng 6 – La Plata |         |         |  |  |           |           |
|  | Hàn Quốc                        | Hàn Quốc (s.h.p.)               | 1                               | 3 | Israel        | 3             |                       |                       |         |         |  |  |           |           |
|  | 31 tháng 6 – San Juan           | Hàn Quốc (s.h.p.)               | 1                               |   | Israel        | 3             |                       |                       |         |         |  |  |           |           |
|  |                                 | Nigeria                         | 0                               |   | Hàn Quốc      | 1             |                       |                       |         |         |  |  |           |           |
|  | Argentina                       | Nigeria                         | 0                               | 0 | Hàn Quốc      | 1             |                       |                       |         |         |  |  |           |           |
|  | Argentina                       |                                 |                                 | 0 |               |               |                       |                       |         |         |  |  |           |           |
|  | Nigeria                         | 2                               |                                 |   |               |               |                       |                       |         |         |  |  |           |           |
|  | Nigeria                         | 2                               |                                 |   |               |               |                       |                       |         |         |  |  |           |           |

### Vòng 16 đội
| Hoa Kỳ                                           | 4–0      | New Zealand |
| ------------------------------------------------ | -------- | ----------- |
| - Wolff 14' - Cowell 61' - Che 75' - Pukstas 82' | Chi tiết |             |

| Uzbekistan | 0–1      | Israel         |
| ---------- | -------- | -------------- |
|            | Chi tiết | Khalaili 90+7' |

| Brasil                                                                               | 4–1      | Tunisia        |
| ------------------------------------------------------------------------------------ | -------- | -------------- |
| - Marcos Leonardo 11' (ph.đ.) - Andrey Santos 31', 90+10' - Matheus dos Santos 90+1' | Chi tiết | Ghorbel 90+13' |

| Colombia                                            | 5–1      | Slovakia   |
| --------------------------------------------------- | -------- | ---------- |
| - Cortés 48', 90+4' - Asprilla 50' - Ángel 52', 63' | Chi tiết | Jambor 87' |

| Anh        | 1–2      | Ý                                   |
| ---------- | -------- | ----------------------------------- |
| Devine 24' | Chi tiết | - Baldanzi 8' - Casadei 87' (ph.đ.) |

| Argentina | 0–2      | Nigeria                      |
| --------- | -------- | ---------------------------- |
|           | Chi tiết | - Muhammad 61' - Sarki 90+1' |

| Gambia | 0–1      | Uruguay    |
| ------ | -------- | ---------- |
|        | Chi tiết | Duarte 65' |

| Ecuador                                     | 2–3      | Hàn Quốc                                                    |
| ------------------------------------------- | -------- | ----------------------------------------------------------- |
| - Cuero 36' (ph.đ.) - Sebastián Baquero 84' | Chi tiết | - Lee Young-jun 11' - Bae Joon-ho 19' - Choi Seok-hyeon 48' |

### Tứ kết
| Israel                                            | 3–2 (s.h.p.) | Brasil                                         |
| ------------------------------------------------- | ------------ | ---------------------------------------------- |
| - Khalaili 60' - Shibli 93' - Dor Turgeman 105+3' | Chi tiết     | - Marcos Leonardo 56' - Matheus Nascimento 91' |

| Colombia                | 1–3      | Ý                                                    |
| ----------------------- | -------- | ---------------------------------------------------- |
| Jhojan Torres Guazá 49' | Chi tiết | - Casadei 9' - Baldanzi 38' - Francesco Esposito 46' |

| Hàn Quốc            | 1–0 (s.h.p.) | Nigeria |
| ------------------- | ------------ | ------- |
| Choi Seok-hyeon 95' | Chi tiết     |         |

| Hoa Kỳ | 0–2      | Uruguay                          |
| ------ | -------- | -------------------------------- |
|        | Chi tiết | - Duarte 21' - Wynder 56' (l.n.) |

### Bán kết
| Uruguay    | 1–0      | Israel |
| ---------- | -------- | ------ |
| Duarte 61' | Chi tiết |        |

| Ý                           | 2–1      | Hàn Quốc                  |
| --------------------------- | -------- | ------------------------- |
| - Casadei 14' - Pafundi 85' | Chi tiết | Lee Seung-won 23' (ph.đ.) |

### Tranh hạng ba
| Israel                                     | 3–1      | Hàn Quốc                  |
| ------------------------------------------ | -------- | ------------------------- |
| - Binyamin 19' - Senior 76' - Khalaili 85' | Chi tiết | Lee Seung-won 24' (ph.đ.) |

### Chung kết
| Uruguay       | 1–0      | Ý |
| ------------- | -------- | - |
| Rodríguez 86' | Chi tiết |   |

## Vô địch
| Giải vô địch bóng đá U-20 thế giới 2023 |
| --------------------------------------- |
| · Uruguay · Lần thứ 1                   |

## Giải thưởng
| Quả bóng vàng                            | Quả bóng bạc                              | Quả bóng đồng                          |
| ---------------------------------------- | ----------------------------------------- | -------------------------------------- |
| Cesare Casadei                           | Alan Matturro                             | Lee Seung-won                          |
| Chiếc giày vàng                          | Chiếc giày bạc                            | Chiếc giày đồng                        |
| Cesare Casadei (7 bàn thắng, 2 kiến tạo) | Marcos Leonardo (5 bàn thắng, 1 kiến tạo) | Óscar Cortés (4 bàn thắng, 2 kiến tạo) |
| Găng tay vàng                            |                                           |                                        |
| Sebastiano Desplanches                   |                                           |                                        |
| Giải phong cách FIFA                     |                                           |                                        |
| Hoa Kỳ                                   |                                           |                                        |

## Thống kê
Đã có 154 bàn thắng ghi được trong 52 trận đấu, trung bình 2.96 bàn thắng mỗi trận đấu.
7 bàn thắng
- Cesare Casadei

5 bàn thắng
- Marcos Leonardo

4 bàn thắng
- Justin Cuero
- Óscar Cortés

3 bàn thắng
- Alejo Véliz
- Tomás Ángel
- Alan Virginius
- Anan Khalaili
- Lee Seung-won
- Anderson Duarte
- Cade Cowell

2 bàn thắng
- Luka Romero
- Matheus Martins Silva dos Santos
- Jean Pedroso
- Andrey Santos
- Yáser Asprilla
- José Andrés Klinger Sosa
- Alan Steve Minda García
- Cristhoper Douglas Zambrano Méndez
- Alfie Devine
- Adama Bojang
- Dor David Turgeman
- Omer Senior
- Tommaso Baldanzi
- Choi Seok-hyeon
- Lee Young-jun
- Timotej Jambor
- Máté Szolgai
- Mahmoud Ghorbel
- Matías Abaldo
- Franco González Fernández
- Shakhzodjon Nematjonov

1 bàn thắng
- Brian Aguirre
- Valentín Carboni
- Gino Infantino
- Ignacio Maestro Puch
- Máximo Perrone
- Giovane
- Marlon Gomes
- Marquinhos
- Matheus Nascimento
- Sávio
- Jhojan Camilo Torres Guazá
- Gustavo Puerta
- Edison Azcona
- Sebastián González Baquero
- Tommy Leonardo Chamba Chenche
- Kendry Páez
- Darko Gyabi
- Bashir Humphreys
- Dane Scarlett
- Félix Nzouango
- Wilson Odobert
- Mamin Sanyang
- Marco Aceituno
- Isaac Castillo
- Odín Ramos
- David Ruiz
- Hamza Shibli
- Ran Binyamin
- Roy Navi
- Francesco Pio Esposito
- Giuseppe Ambrosino
- Matteo Prati
- Simone Pafundi
- Matsuki Kuryu
- Sakamoto Isa
- Yamane Riku
- Norman Garbett
- Jay Herdman
- Benjamin Wallace
- Salim Fago Lawal
- Samson Lawal
- Ibrahim Muhammad
- Rilwanu Sarki
- Jude Sunday
- Mamadou Lamine Camara
- Pape Diop
- Artur Gajdoš
- Adam Gaži
- Bae Joon-ho
- Kim Yong-hak
- Park Seung-ho
- Chaïm El Djebali
- Youssef Snana
- Justin Che
- Jonathan Gómez
- Diego Luna
- Rokas Pukštas
- Niko Tsakiris
- Caleb Wiley
- Owen Wolff
- Andrés Ferrari
- Alan Matturro
- Luciano Rodríguez
- Sherzod Esanov
- Abbosbek Fayzullaev
- Makhmudjon Makhamadjonov

1 bàn phản lưới nhà
- Guillermo de Peña (trong trận gặp Nigeria)
- Tanguy Zoukrou (trong trận gặp Gambia)
- Hussein Hassan (trong trận gặp Uruguay)
- Joshua Wynder (trong trận gặp Uruguay)
- Babacar N'Diaye (trong trận gặp Israel)

## Bảng xếp hạng giải đấu
Theo quy ước thống kê trong bóng đá, các trận đấu quyết định trong hiệp phụ được tính là thắng và thua, trong khi các trận đấu quyết định bằng loạt sút luân lưu được tính là hòa.
| VT | Đội               | ST | T | H | B | BT | BB | HS  | Đ  | Kết quả chung cuộc    |
| -- | ----------------- | -- | - | - | - | -- | -- | --- | -- | --------------------- |
| 1  | Uruguay           | 7  | 6 | 0 | 1 | 12 | 3  | +9  | 18 | Vô địch               |
| 2  | Ý                 | 7  | 5 | 0 | 2 | 13 | 8  | +5  | 15 | Á quân                |
| 3  | Israel            | 7  | 4 | 1 | 2 | 11 | 8  | +3  | 13 | Hạng 3                |
| 4  | Hàn Quốc          | 7  | 3 | 2 | 2 | 10 | 10 | 0   | 11 | Hạng tư               |
|    |                   |    |   |   |   |    |    |     |    |                       |
| 5  | Hoa Kỳ            | 5  | 4 | 0 | 1 | 10 | 2  | +8  | 12 | Bị loại ở Tứ kết      |
| 6  | Colombia          | 5  | 3 | 1 | 1 | 11 | 7  | +4  | 10 | Bị loại ở Tứ kết      |
| 7  | Brasil            | 5  | 3 | 0 | 2 | 16 | 7  | +9  | 9  | Bị loại ở Tứ kết      |
| 8  | Nigeria           | 5  | 3 | 0 | 2 | 6  | 4  | +2  | 9  | Bị loại ở Tứ kết      |
|    |                   |    |   |   |   |    |    |     |    |                       |
| 9  | Argentina (H)     | 4  | 3 | 0 | 1 | 10 | 3  | +7  | 9  | Bị loại ở Vòng 16 đội |
| 10 | Anh               | 4  | 2 | 1 | 1 | 5  | 4  | +1  | 7  | Bị loại ở Vòng 16 đội |
| 11 | Gambia            | 4  | 2 | 1 | 1 | 4  | 3  | +1  | 7  | Bị loại ở Vòng 16 đội |
| 12 | Ecuador           | 4  | 2 | 0 | 2 | 13 | 5  | +8  | 6  | Bị loại ở Vòng 16 đội |
| 13 | Uzbekistan        | 4  | 1 | 1 | 2 | 5  | 5  | 0   | 4  | Bị loại ở Vòng 16 đội |
| 14 | New Zealand       | 4  | 1 | 1 | 2 | 3  | 11 | −8  | 4  | Bị loại ở Vòng 16 đội |
| 15 | Tunisia           | 4  | 1 | 0 | 3 | 4  | 6  | −2  | 3  | Bị loại ở Vòng 16 đội |
| 16 | Slovakia          | 4  | 1 | 0 | 3 | 6  | 9  | −3  | 3  | Bị loại ở Vòng 16 đội |
|    |                   |    |   |   |   |    |    |     |    |                       |
| 17 | Pháp              | 3  | 1 | 0 | 2 | 5  | 5  | 0   | 3  | Bị loại ở Vòng bảng   |
| 18 | Nhật Bản          | 3  | 1 | 0 | 2 | 3  | 4  | −1  | 3  | Bị loại ở Vòng bảng   |
| 19 | Sénégal           | 3  | 0 | 2 | 1 | 2  | 3  | −1  | 2  | Bị loại ở Vòng bảng   |
| 20 | Honduras          | 3  | 0 | 1 | 2 | 4  | 7  | −3  | 1  | Bị loại ở Vòng bảng   |
| 21 | Iraq              | 3  | 0 | 1 | 2 | 0  | 7  | −7  | 1  | Bị loại ở Vòng bảng   |
| 22 | Guatemala         | 3  | 0 | 0 | 3 | 0  | 6  | −6  | 0  | Bị loại ở Vòng bảng   |
| 23 | Cộng hòa Dominica | 3  | 0 | 0 | 3 | 1  | 11 | −10 | 0  | Bị loại ở Vòng bảng   |
| 24 | Fiji              | 3  | 0 | 0 | 3 | 0  | 16 | −16 | 0  | Bị loại ở Vòng bảng   |

## Tiếp thị

### Phát triển và chuẩn bị
Đầu tháng 5 năm 2023, FIFA thông báo bài hát chủ đề chính thức của giải đấu là "Glorious", do nhóm nhạc EDM Weird Genius của Indonesia thể hiện và còn có sự góp mặt của ba ngôi sao khác cũng đến từ Indonesia gồm: Lyodra Ginting, Tiara Andini và Ziva Magnolya.

### Bản quyền phát sóng
Phát sóng trực tiếp có sẵn trên FIFA+, trong khi ở Indonesia có sẵn trên Moji và Vidio, bao gồm cả các bản phát lại.

### Các nhà tài trợ
| Đối tác của FIFA - Adidas - Coca-Cola - Hyundai - Wanda Group - Visa | Hỗ trợ tổ chức - Globant - Inter Rapidísimo |

## Những sự việc xoay quanh giải đấu

### Biểu tình phản đối việc Israel tham gia thi đấu tại Indonesia và việc Indonesia bị loại bỏ tư cách chủ nhà
Với việc về đích ở vị trí thứ hai tại Giải vô địch bóng đá U-19 châu Âu 2022, Israel lần đầu tiên trong lịch sử đã vượt qua vòng loại Giải vô địch bóng đá U-20 thế giới 2023. Tuy nhiên, sự tham gia của Israel gây tranh cãi chính trị do Indonesia có dân số Hồi giáo lớn nhất thế giới và hai nước không có quan hệ chính thức do xung đột Israel-Palestine. Vì điều này, Bộ trưởng Bộ Thanh niên và Thể thao Indonesia Zainudin Amali tuyên bố rằng FIFA yêu cầu bất kỳ quốc gia nào đủ điều kiện tham dự giải đấu này đều phải thi đấu và các nhân viên an ninh địa phương sẽ đảm bảo an ninh cho Israel.
Bất chấp những nỗ lực xác nhận sự tham gia của Israel, sự tham gia của Israel đã khiến Indonesia bị nhiều tổ chức thân Palestine giám sát chặt chẽ. Nhiều tổ chức Hồi giáo khác nhau ở Indonesia đã đe dọa các cầu thủ Israel, nói rằng Israel không được chào đón ở Indonesia. Trong khi đó, Nahdlatul Ulama cũng như lãnh đạo Yahya Cholil Staquf và Bộ trưởng Bộ Tôn giáo Indonesia Yaqut Cholil Qoumas đều lên tiếng ủng hộ sự tham gia của Israel. Tuy nhiên, hai trong số sáu người đứng đầu khu vực đã ký thỏa thuận ban đầu về việc sẵn sàng làm chủ nhà cho giải đấu, Thống đốc Bali, I Wayan Koster và Thống đốc Trung Java (nơi Solo tọa lạc), Ganjar Pranowo, cả hai đều là thành viên của đảng cầm quyền PDIP, đã tuyên bố phản đối việc tổ chức cho Israel, trích dẫn quan điểm "chống thực dân" của Sukarno hơn là tôn giáo.
Đại sứ Palestine tại Indonesia Zuhair Al-Shun nói rằng đất nước của ông không phản đối việc Indonesia đăng cai tổ chức giải đấu, bất chấp việc Israel đủ điều kiện.
Vào ngày 28 tháng 3 năm 2023, Tổng thống Indonesia Joko Widodo, khi chia tay đảng của mình, đã lên tiếng ủng hộ sự tham gia của Israel và kêu gọi người dân của ông không trộn lẫn chính trị và thể thao. Thị trưởng Solo Gibran Rakabuming Raka (con trai của Joko Widodo) đã bày tỏ sự thất vọng với quyết định của thống đốc và sẵn sàng tổ chức một số trận đấu ở Solo và Bandung. Một nỗ lực vào phút cuối đã được thực hiện để cứu vãn vai trò chủ nhà của Indonesia trong khi vẫn thừa nhận những lo ngại của nước này, nhưng vào ngày 29 tháng 3, FIFA đã chính thức tước quyền đăng cai của Indonesia với tư cách là chủ nhà của giải đấu, nêu lý do là "hoàn cảnh hiện tại" mà không nêu rõ chi tiết.